# هاسلت، اوفرایسل
هاسلت (به هلندی: Hasselt) یک منطقهٔ مسکونی در هلند است که در زوارته‌واترلاند واقع شده‌است. هاسلت ۶٬۹۵۹ نفر جمعیت دارد.